# ベーリング島
ベーリング島（ベーリングとう、ロシア語: Остров Беринга, ラテン文字転写: Ostrov Beringa）は、カムチャツカ半島の東のベーリング海にあるロシア連邦領の島。行政上はカムチャツカ地方アレウト地区に属する。

## 概要
全長90km、最も広いところで幅24kmの細長い島で面積1660km2、コマンドルスキー諸島の中で最も大きく、同諸島西部の大部分にあたる。ベーリング島の殆どと、その他のコマンドルスキー諸島の島々は、コマンドルスキー自然保護区に指定されている。
「アメリカとロシア国境の隠された宝石」として知られる。ベーリング島には樹木は生えておらず、強風の吹きつける荒涼とした風景が広がっている。また、霧に覆われることが非常に多く、周辺海域では地震が発生することも多いなど、非常に厳しい環境条件である。そのため、1826年に移住者があるまでは無人島であった。現在、島内にはニコルスコエという村があり、人口約700人、その内約300人がアレウト人である。島民はほとんどが漁業関係者である。
ベーリング島の北西側海岸から4kmの位置に、トポルコフ島（ロシア語: Остров Топорков, ラテン文字転写: Ostrov Toporkov）という小島がある。円形に近い島で、直径は約800m程度の大きさである。

## 歴史
1741年11月7日に探検家ヴィトゥス・ベーリングが率いる船に乗っていたゲオルク・ヴィルヘルム・シュテラーらが当時は無人島であった島へ上陸して以降、記録が残るようになる。ベーリングは、ロシア帝国海軍の艦船「聖ピョートル号」でアリューシャン列島を辿り、アラスカを発見した探検からの帰路の途上であった。しかし、船は嵐によって破壊されてしまい、ベーリングと28人の船員らは壊血病に苦しむ状況で、船を放棄して島で越冬を図るが、ベーリングは壊血病で死亡し島で葬られた。以後、ベーリングの名が、島の名として語られるようになった。この越冬から生還者達は、スウェーデン出身の海軍中尉・スヴェン・ワクセルに率いられ、この島で10か月間生活した。生還者たちは、アザラシや鳥を狩って飢えを凌いだ。彼らは、座礁した艦船を基に船を製作し、1742年にカムチャツカ半島・ペトロパブロフスク・カムチャツキーへと生還した。この際には、この新発見された島で得たラッコの毛皮や肉も持ち帰られた。
シュテラーは、博物学者で医師でもあり、船員達に青海苔を食す理由を説いた。青海苔は壊血病に効果があったのである。シュテラーはベーリング島を探検し、ステラーカイギュウを含む動物相の記録を残した。ステラーカイギュウは、この記録がなされてから30年の間に乱獲に遭い、絶滅へと追い込まれていった。現在、島の最高地点は、このドイツ（神聖ローマ帝国）出身の博物学者にちなんで名付けられている。ロシア本土へと戻ってから、シュテラーはカムチャツカ半島を探検しており、「De Bestiis Marinis」を出版している。しかしながら、シュテラーが原住民へ同情心を向けたことが、シュテラーが反乱を企てていると密告を引き起こし、シュテラーは投獄されることとなった。そして、サンクトペテルブルクへと召還されたが、その途上で病死した。37歳没。しかしながら、シュテラーの遺した日記は後に出版され、大きな反響を得、歴史的に大変貴重な史料となった。
1743年に、エメリヤン・バソフがラッコ猟のためにベーリング島に来島した。これが、この島でのヒトの居住の始まりであり、それと同時に今まで手つかずだった自然の破壊の始まりでもあった。プロミュシュレンニキは、アリューシャン列島、最終的にはアラスカまでをもベーリング海の島々をアイランドホッピングすることで行き来するようになった。1825年には、露米会社がアッツ島のアレウト族一家をベーリング島で狩猟をさせるために移住させた。そして、それに続くように別のアレウト族グループや人種の混ざった移住者達がベーリング島へと移住してきた。これが、ベーリング島におけるヒトの定住の始まりであった。1867年、ロシア帝国によるアラスカ売却がなされた後も、ベーリング島はペトロパブロフスク・カムチャツキーの支配下にあった。1827年に110人（ロシア人：17、アレウト人：45、混血：48）だった人口は、1879年には300人を超えた。1990年になって、ニコルスコエに居住するアレウト人の一団が、カムチャツカ州の首府・ペトロパブロフスク・カムチャツキーでアラスカに住むアレウト人の一団と面会した際、ニコルスコエのアレウト人たちが古いアレウト語でいまだにコミュニケーションをとることが出来ることが発覚し、人々を驚かせた。これは、170年もの間隔絶され、文化交流そのものが絶たれていたためであった。現在、アメリカ合衆国アラスカ州に属するプリビロフ諸島の様な孤立のため、ベーリング島に居住するアレウト人たちは、しばしば遺伝的浮動の研究対象となった。

## 自然
ベーリング島周辺の地域は、多種多様な野生生物、特に海生哺乳類で知られ、現在自然保護区として指定されている。ベーリング島海岸に生息するラッコはベーリング島の発見から1857年までに絶滅寸前まで狩りつくされたが、現在では、他のアリューシャン列島の島々とは異なり生息数は堅調に回復している。トドは夏の間をベーリング島で過ごすが、マナティーに似たステラーカイギュウは、かつてはベーリング島周辺で見ることが出来たが、狩猟によって狩りつくされ、1768年に絶滅した 。
ベーリング島は、オットセイの繁殖地としても有名で、キタオットセイ、ゼニガタアザラシ、ゴマフアザラシが繁殖の地としている。ただし1913年には、2つの繁殖地で合計3000頭程度にまで数を減らしていた。これは、1911年に膃肭獣保護条約が締結されてから2年後の数である。特に、ハッチンソン、コール、サンフランシスコの業者が結んだ狩猟契約によって20年で80万頭を超えるオットセイが狩られたとされる。
周辺海域ではクジラも見られ、マッコウクジラ、シャチ、アカボウクジラ科に属するクジラ、ザトウクジラ、セミクジラを見ることが出来る。加えて、ネズミイルカ科が何度か目撃されている。
ベーリング島には数多くの海鳥も生息している。ユネスコによれば、203種類もの海鳥がコマンドルスキー諸島に生息しているとしており、58の営巣地がある。ツノメドリ属の鳥が数多く生息しているが、空を飛ぶことのできないメガネウは1850年代には乱獲が原因で絶滅へと追い込まれた。ベーリング達を苦しめた2種のホッキョクギツネがいまだに島に生息している。この他にも、ヒトの手によってトナカイ、ミンク、そしてネズミがベーリング島にもたらされ、ベーリング島固有の自然に悪影響を与えている。

## 気候
| ベーリング島 (1991-2020)の気候       | ベーリング島 (1991-2020)の気候 | ベーリング島 (1991-2020)の気候 | ベーリング島 (1991-2020)の気候 | ベーリング島 (1991-2020)の気候 | ベーリング島 (1991-2020)の気候 | ベーリング島 (1991-2020)の気候 | ベーリング島 (1991-2020)の気候 | ベーリング島 (1991-2020)の気候 | ベーリング島 (1991-2020)の気候 | ベーリング島 (1991-2020)の気候 | ベーリング島 (1991-2020)の気候 | ベーリング島 (1991-2020)の気候 | ベーリング島 (1991-2020)の気候 |
| 月                                   | 1月                            | 2月                            | 3月                            | 4月                            | 5月                            | 6月                            | 7月                            | 8月                            | 9月                            | 10月                           | 11月                           | 12月                           | 年                             |
| ------------------------------------ | ------------------------------ | ------------------------------ | ------------------------------ | ------------------------------ | ------------------------------ | ------------------------------ | ------------------------------ | ------------------------------ | ------------------------------ | ------------------------------ | ------------------------------ | ------------------------------ | ------------------------------ |
| 最高気温記録 °C （°F）               | 5.4 (41.7)                     | 5.1 (41.2)                     | 8.8 (47.8)                     | 10.2 (50.4)                    | 13.6 (56.5)                    | 21.5 (70.7)                    | 21.4 (70.5)                    | 21.0 (69.8)                    | 18.5 (65.3)                    | 13.1 (55.6)                    | 9.2 (48.6)                     | 7.4 (45.3)                     | 21.5 (70.7)                    |
| 平均最高気温 °C （°F）               | −1.6 (29.1)                    | −1.7 (28.9)                    | −0.5 (31.1)                    | 1.3 (34.3)                     | 4.6 (40.3)                     | 7.8 (46)                       | 11.0 (51.8)                    | 12.9 (55.2)                    | 11.5 (52.7)                    | 7.2 (45)                       | 2.6 (36.7)                     | −0.6 (30.9)                    | 4.54 (40.17)                   |
| 日平均気温 °C （°F）                 | −3.1 (26.4)                    | −3.2 (26.2)                    | −2.0 (28.4)                    | −0.1 (31.8)                    | 2.8 (37)                       | 5.9 (42.6)                     | 9.3 (48.7)                     | 11.3 (52.3)                    | 9.9 (49.8)                     | 5.7 (42.3)                     | 1.1 (34)                       | −2.1 (28.2)                    | 2.96 (37.31)                   |
| 平均最低気温 °C （°F）               | −5.2 (22.6)                    | −5.2 (22.6)                    | −4.0 (24.8)                    | −1.6 (29.1)                    | 1.4 (34.5)                     | 4.5 (40.1)                     | 8.1 (46.6)                     | 10.0 (50)                      | 8.2 (46.8)                     | 3.8 (38.8)                     | −0.8 (30.6)                    | −4.0 (24.8)                    | 1.27 (34.28)                   |
| 最低気温記録 °C （°F）               | −21.0 (−5.8)                   | −23.5 (−10.3)                  | −21.9 (−7.4)                   | −13.9 (7)                      | −9.6 (14.7)                    | −2.3 (27.9)                    | −0.5 (31.1)                    | −0.1 (31.8)                    | −2.9 (26.8)                    | −8.5 (16.7)                    | −15.4 (4.3)                    | −19.9 (−3.8)                   | −23.5 (−10.3)                  |
| 降水量 mm （inch）                   | 63 (2.48)                      | 53 (2.09)                      | 46 (1.81)                      | 39 (1.54)                      | 38 (1.5)                       | 32 (1.26)                      | 39 (1.54)                      | 63 (2.48)                      | 71 (2.8)                       | 91 (3.58)                      | 82 (3.23)                      | 62 (2.44)                      | 679 (26.75)                    |
| 平均降水日数 （≥1.0 mm）             | 13.8                           | 12.7                           | 11.4                           | 9.6                            | 7.7                            | 6.2                            | 7.6                            | 10.4                           | 10.8                           | 14.2                           | 15.0                           | 15.1                           | 134.5                          |
| 平均月間日照時間                     | 31.0                           | 56.5                           | 99.2                           | 120.0                          | 102.3                          | 84.0                           | 74.4                           | 108.5                          | 123.0                          | 111.6                          | 54.0                           | 27.9                           | 992.4                          |
| 出典1：Погода и климат               |                                |                                |                                |                                |                                |                                |                                |                                |                                |                                |                                |                                |                                |
| 出典2：allmetsat.com (sunshine only) |                                |                                |                                |                                |                                |                                |                                |                                |                                |                                |                                |                                |                                |

## ギャラリー

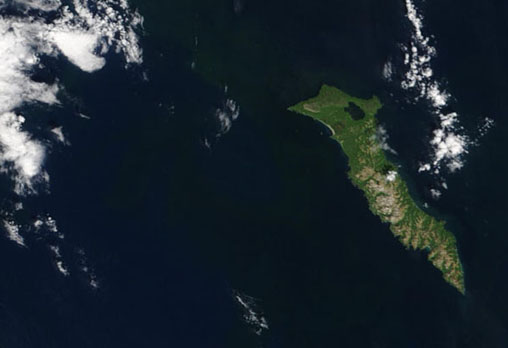
宇宙から見たベーリング島（夏）
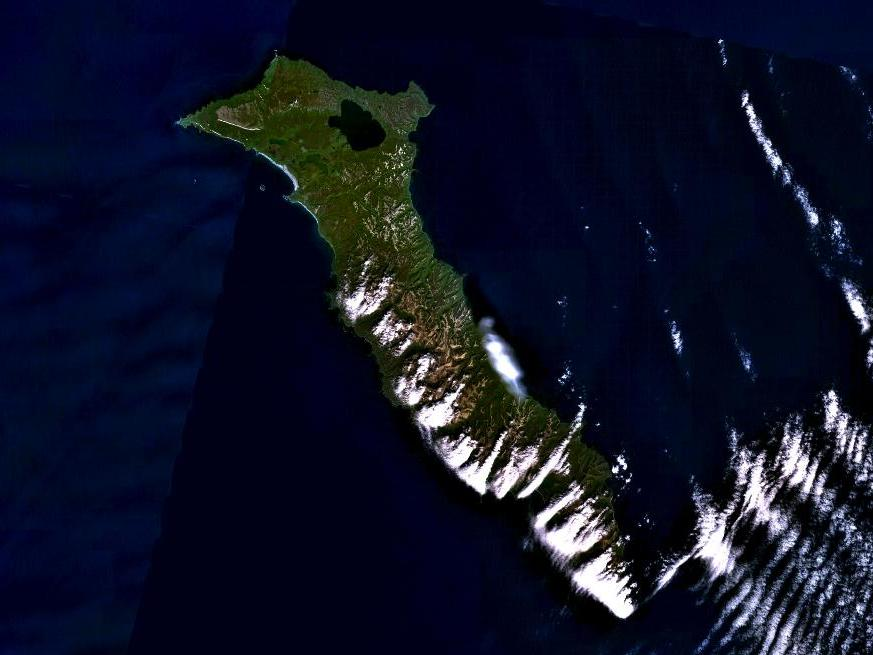
宇宙から見たベーリング島（夏）
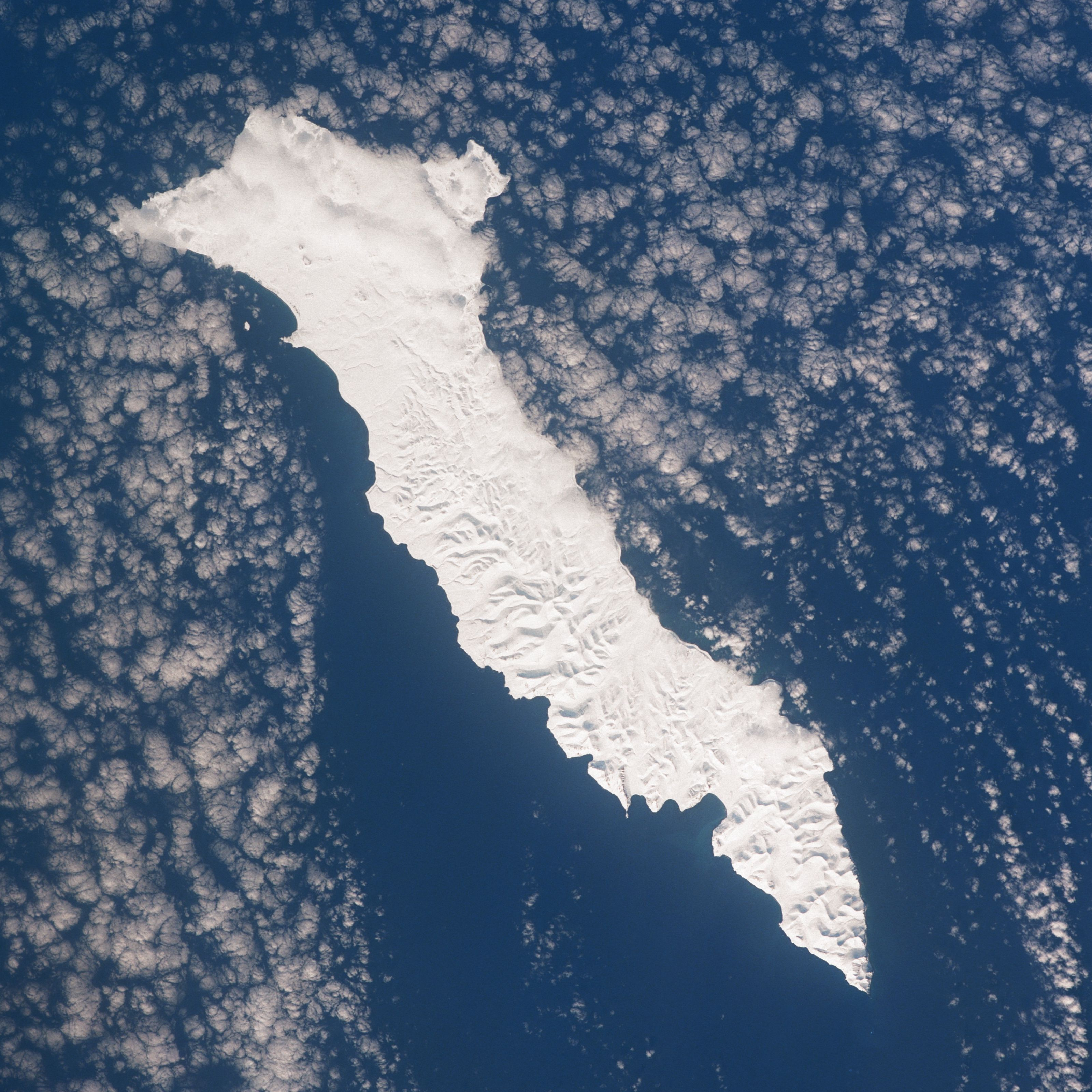
宇宙から見たベーリング島（冬）。全島が雪に覆われている。 1992年3月撮影。
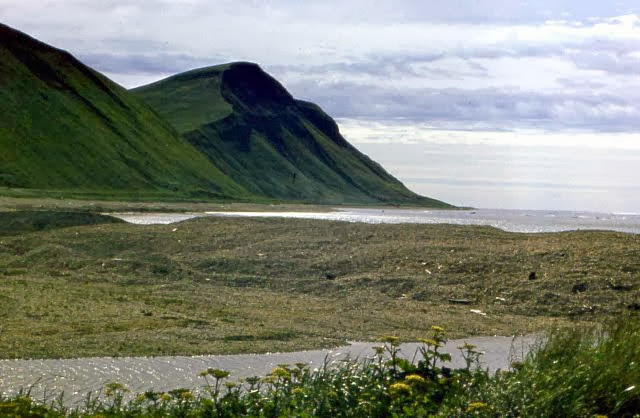
ベーリング島の風景
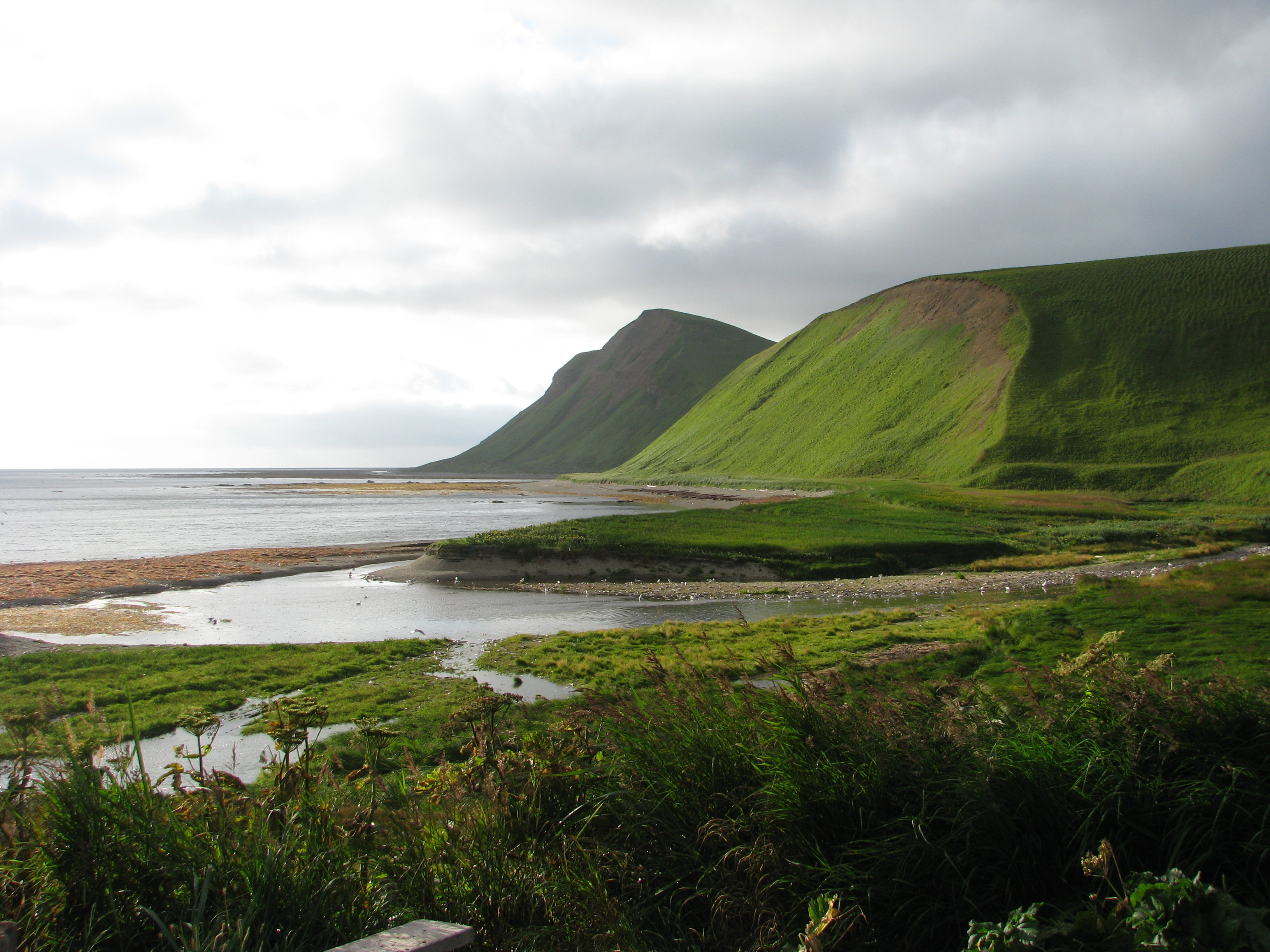
ベーリング島の風景
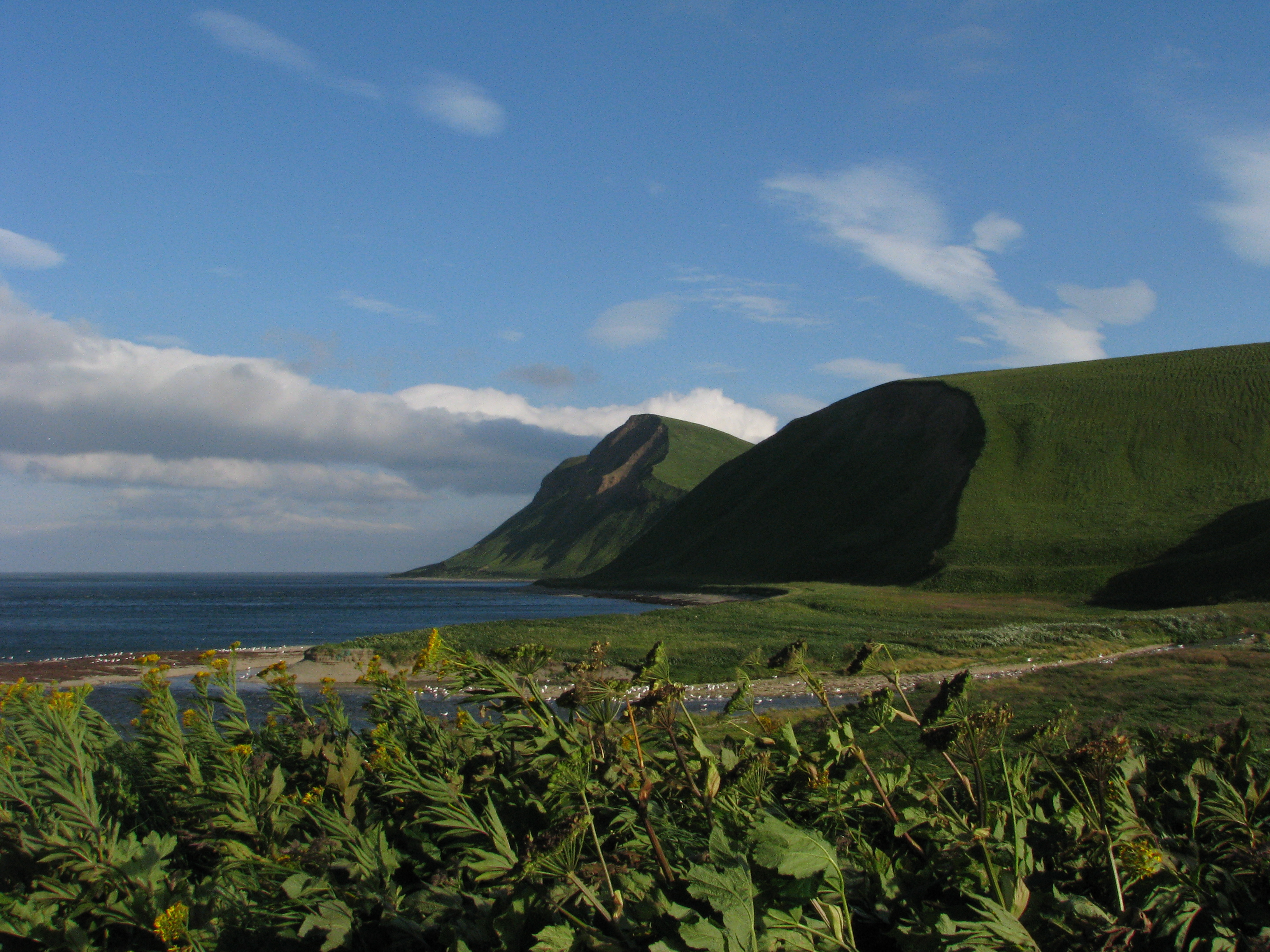
ベーリング島の風景
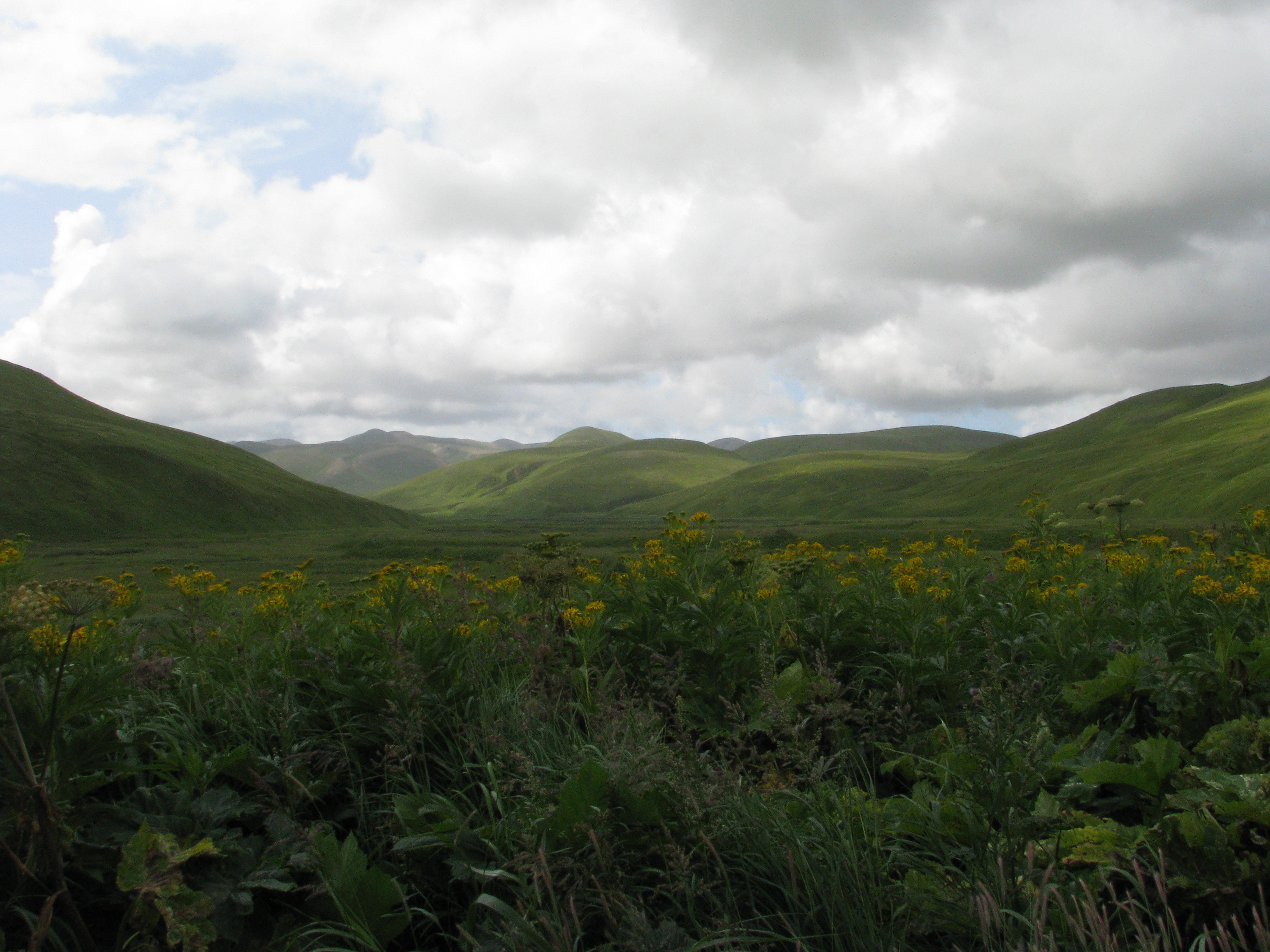
ベーリング島の風景
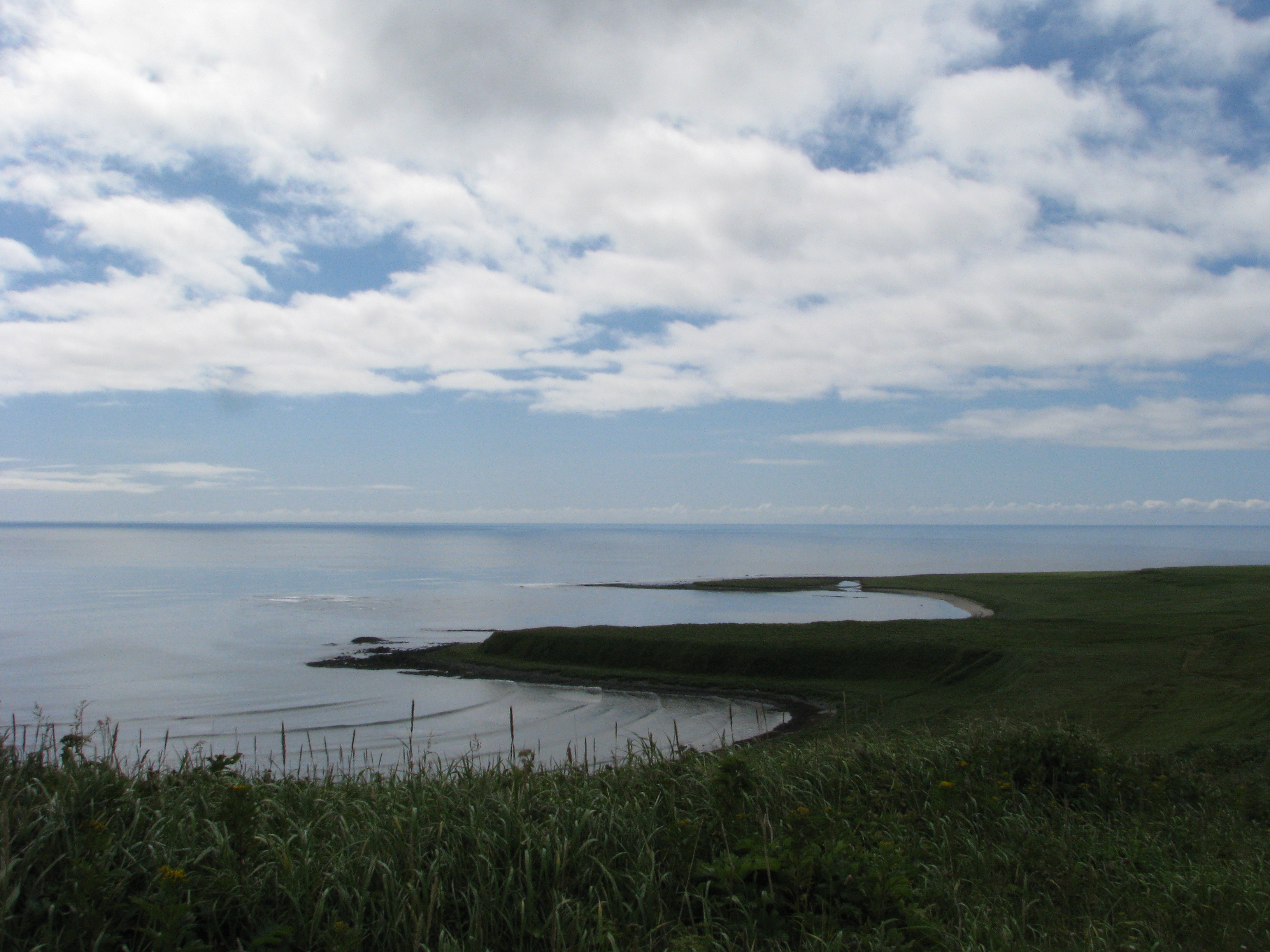
ベーリング島の風景
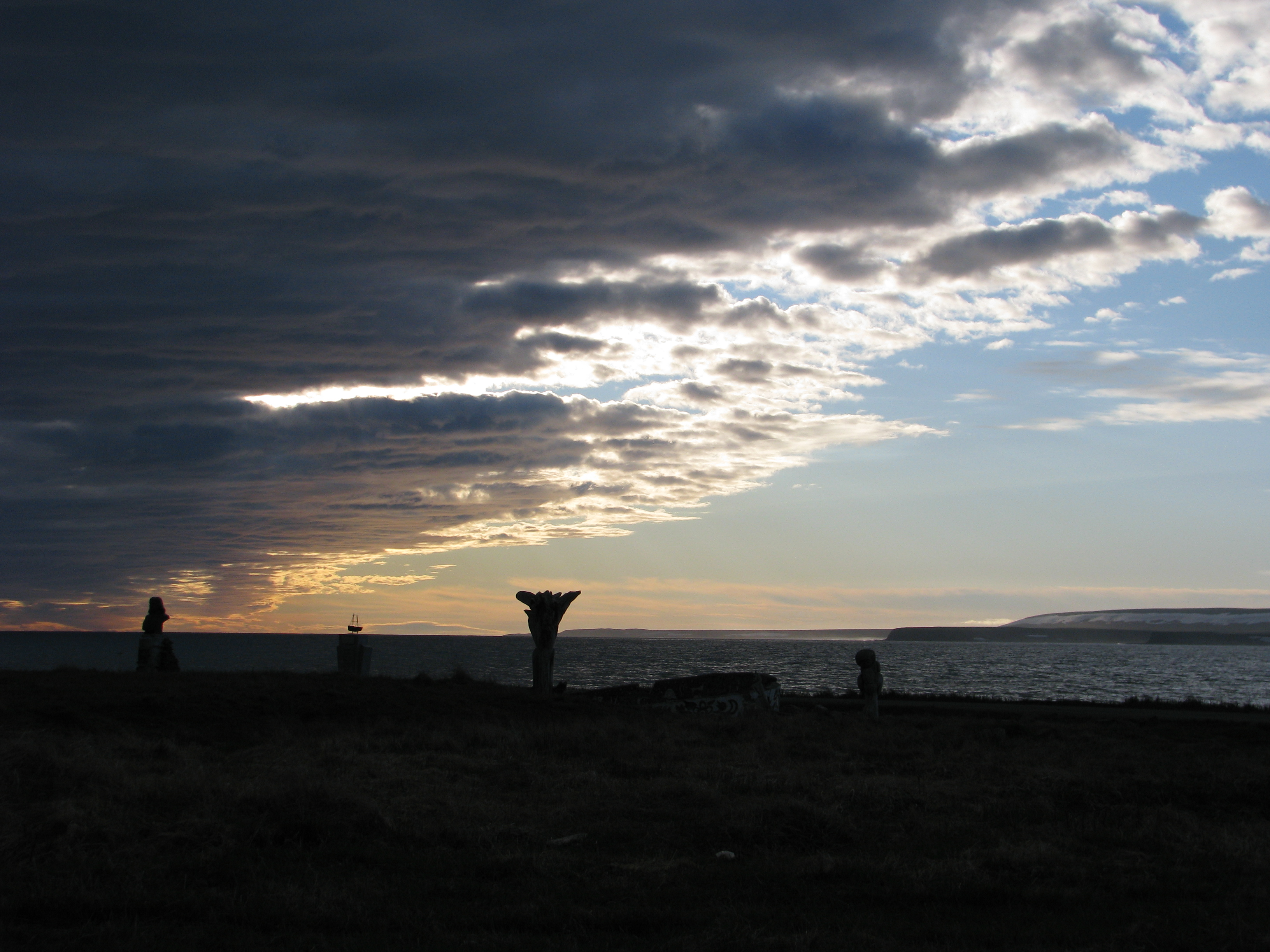
夕方のベーリング島
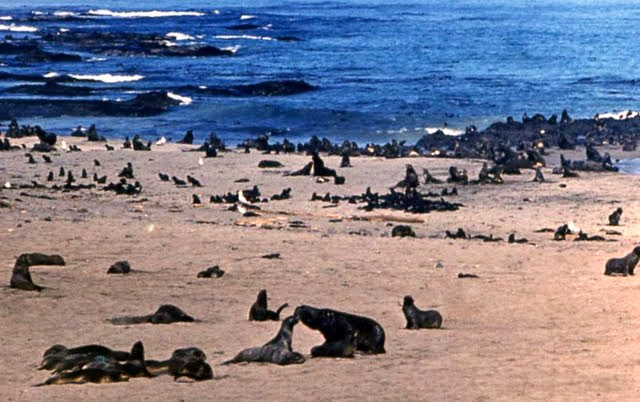
ベーリング島の海岸。多くのオットセイが生息している
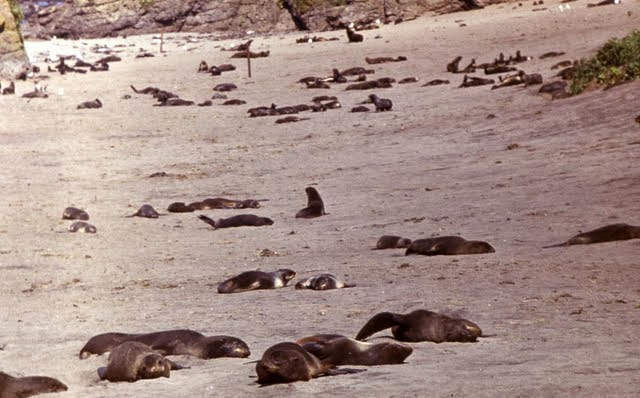
ベーリング島の海岸。多くのオットセイが生息している
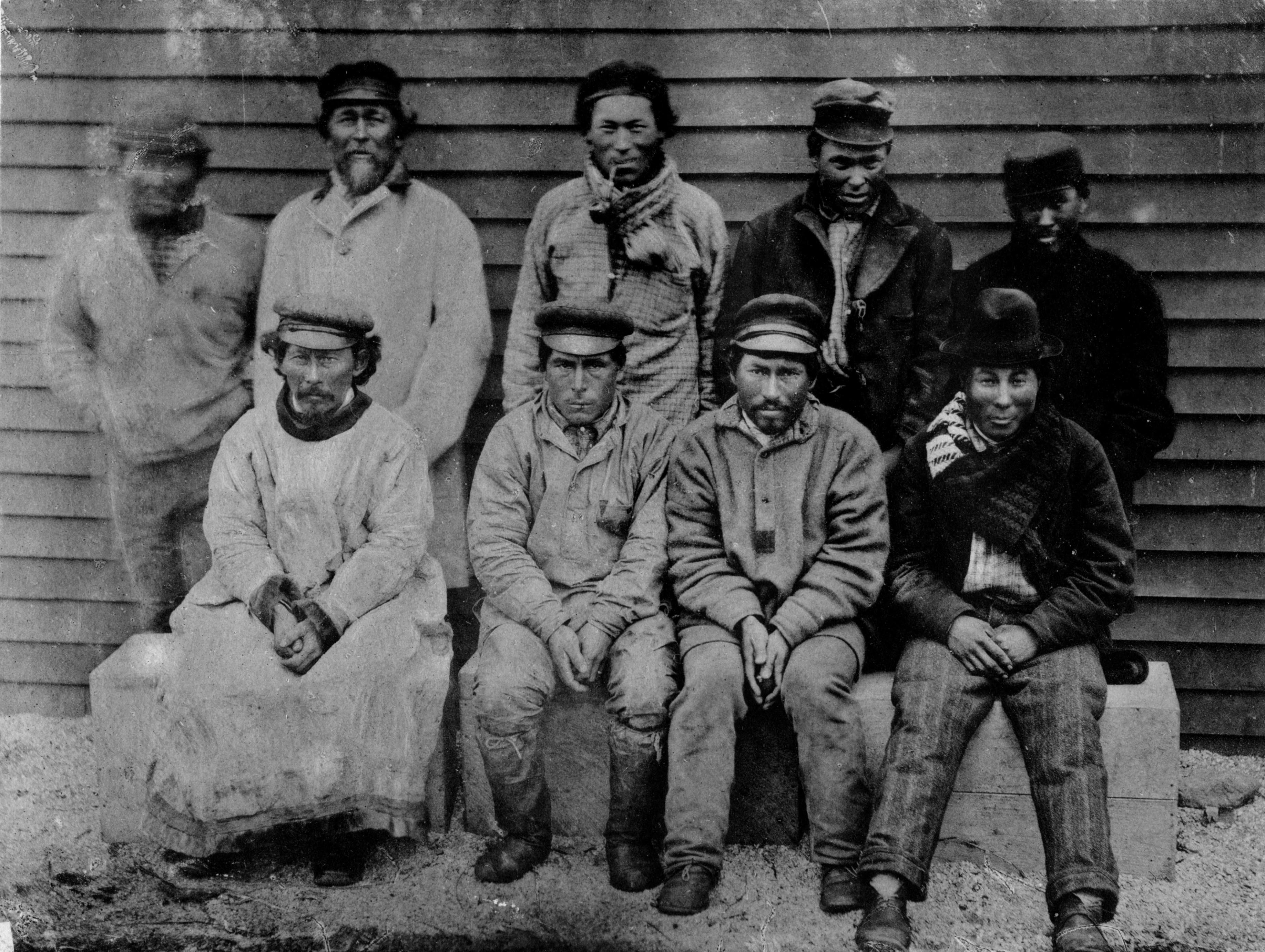
1884年から1886年の間に撮影された、ベーリング島のアレウト族の一団
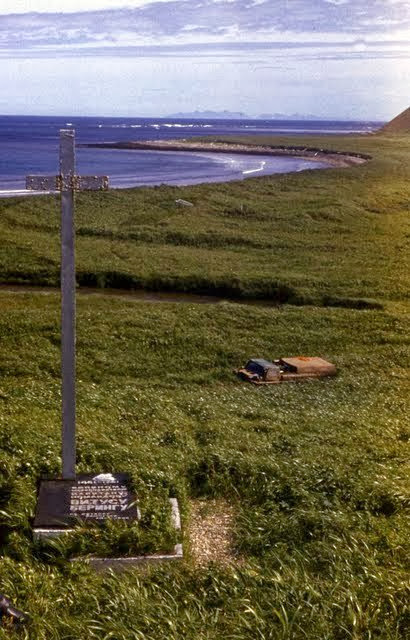
ヴィトゥス・ベーリングの墓
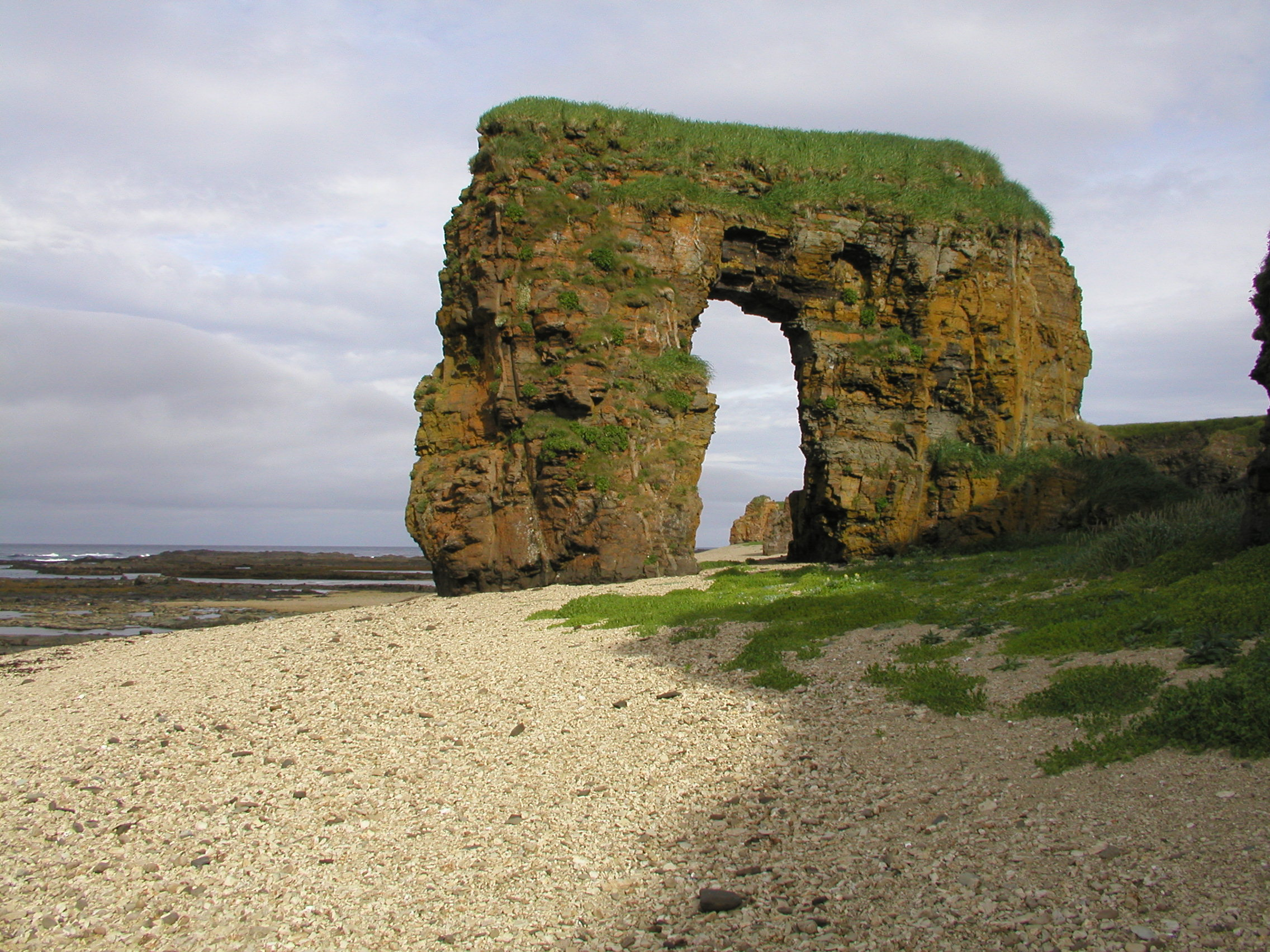
シュテラーの門と呼ばれる岩門
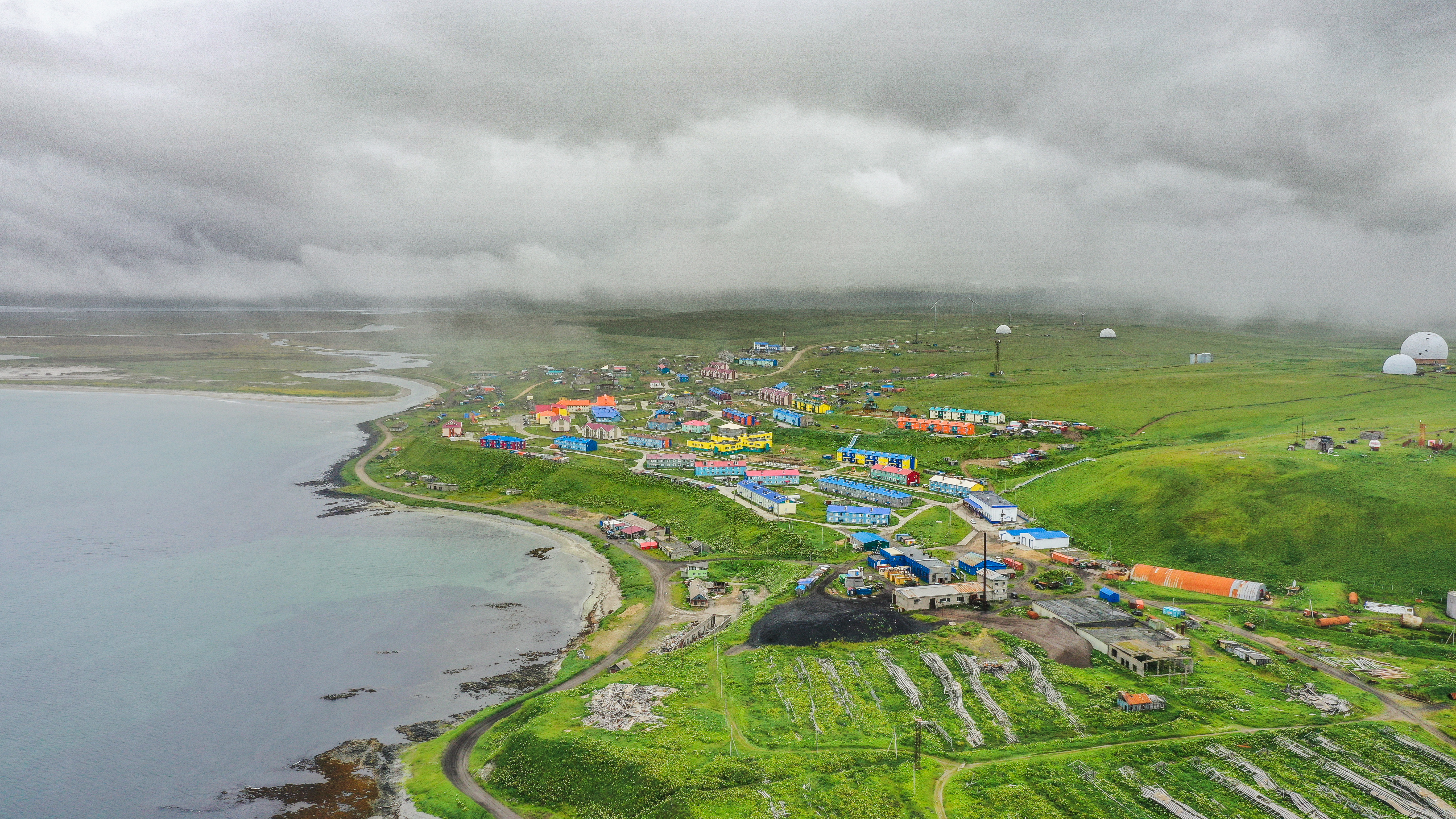
島内唯一の村・ニコルスコエ
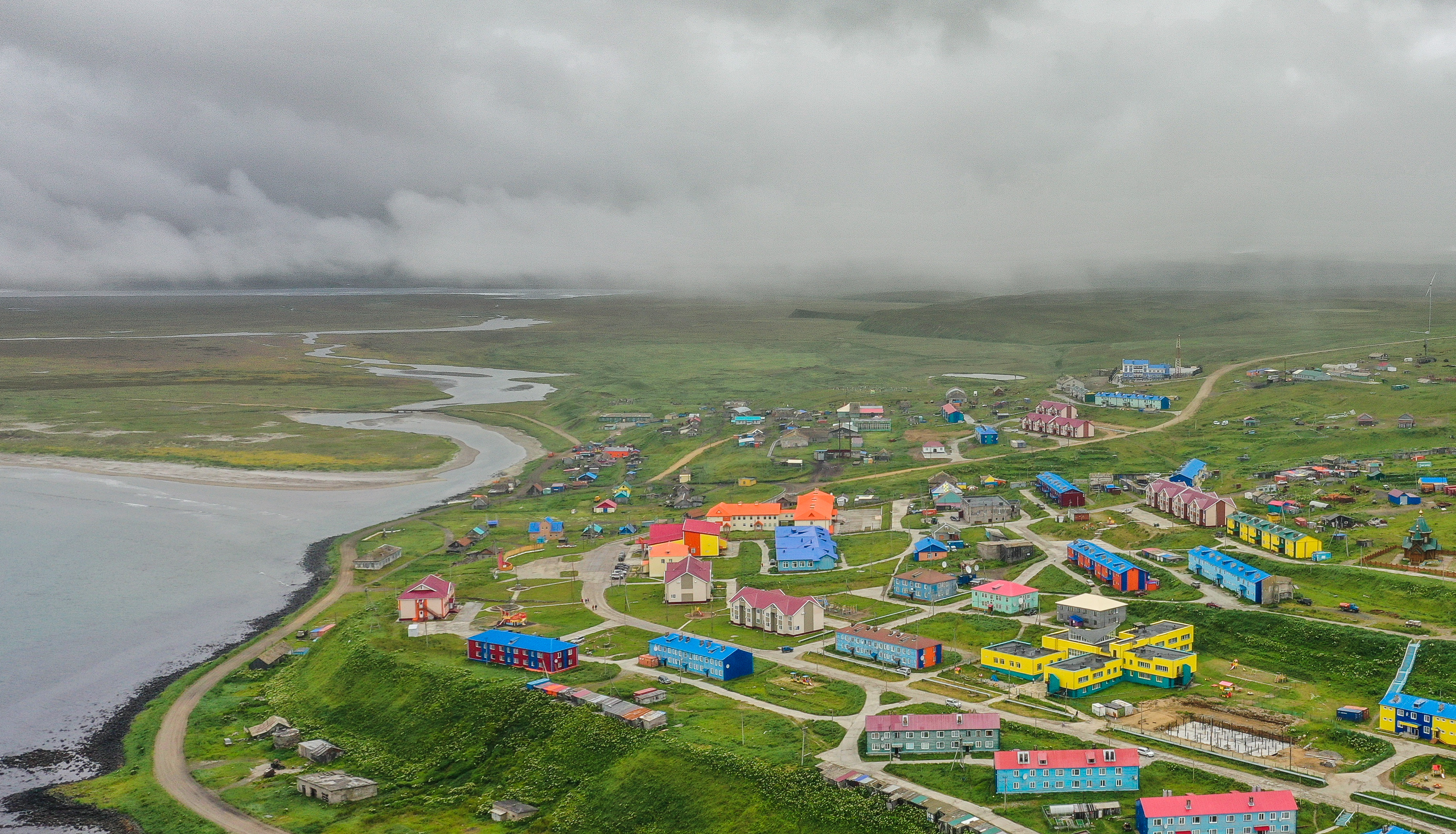
島内唯一の村・ニコルスコエ